# Lagerstroemia subcostata
Lagerstroemia subcostata là một loài thực vật có hoa trong họ Lythraceae. Loài này được Koehne mô tả khoa học đầu tiên năm 1883.

## Hình ảnh

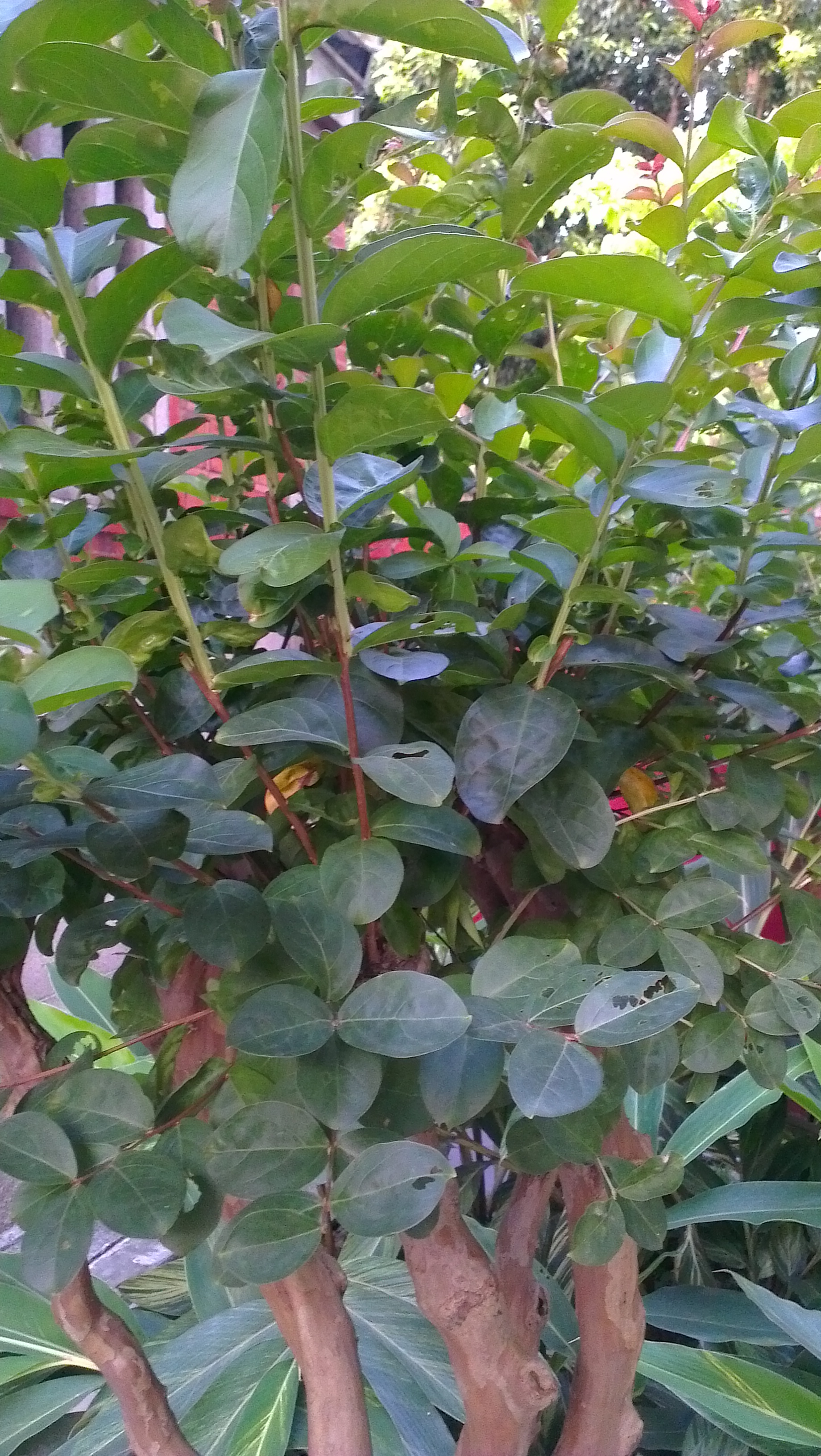
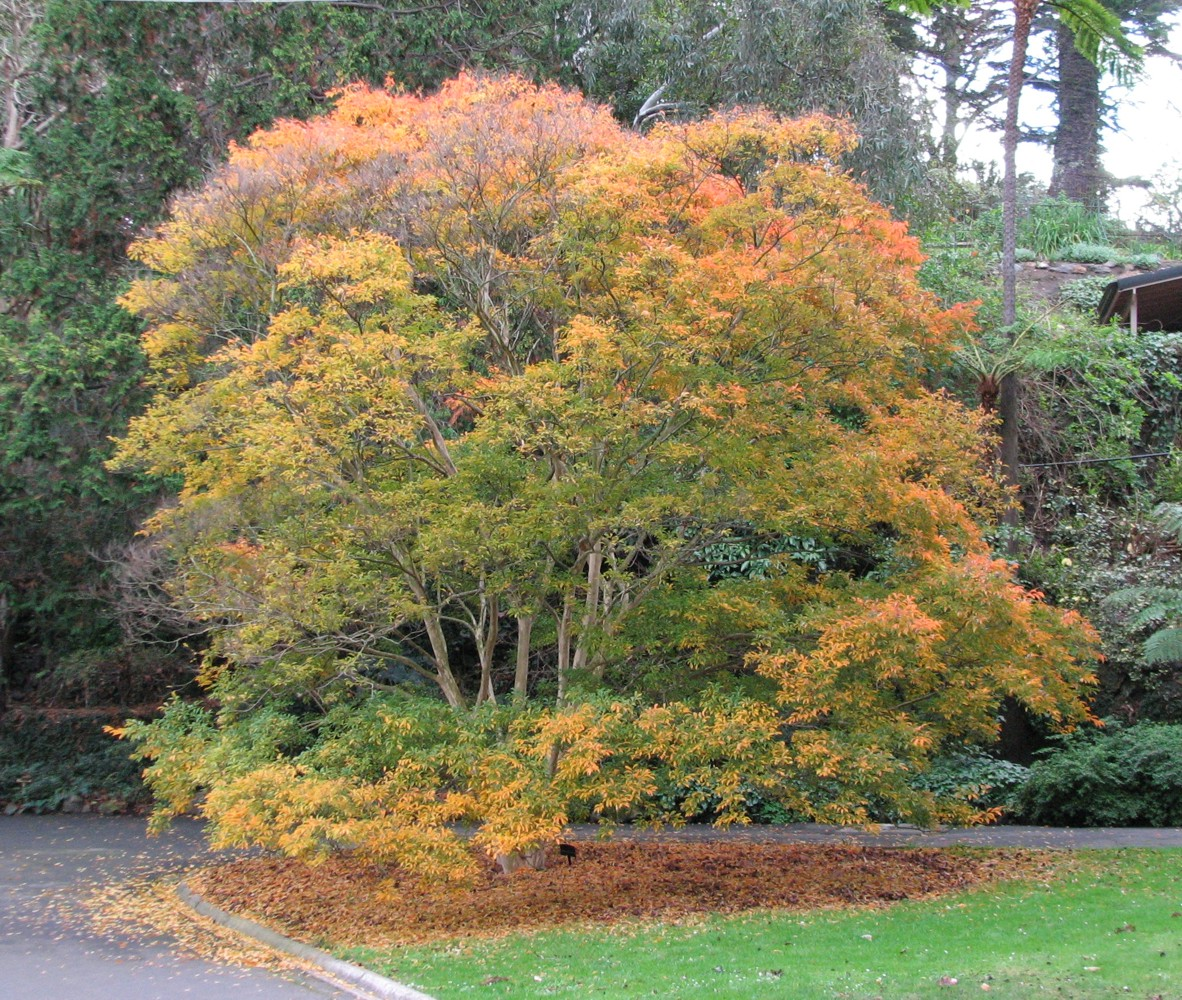
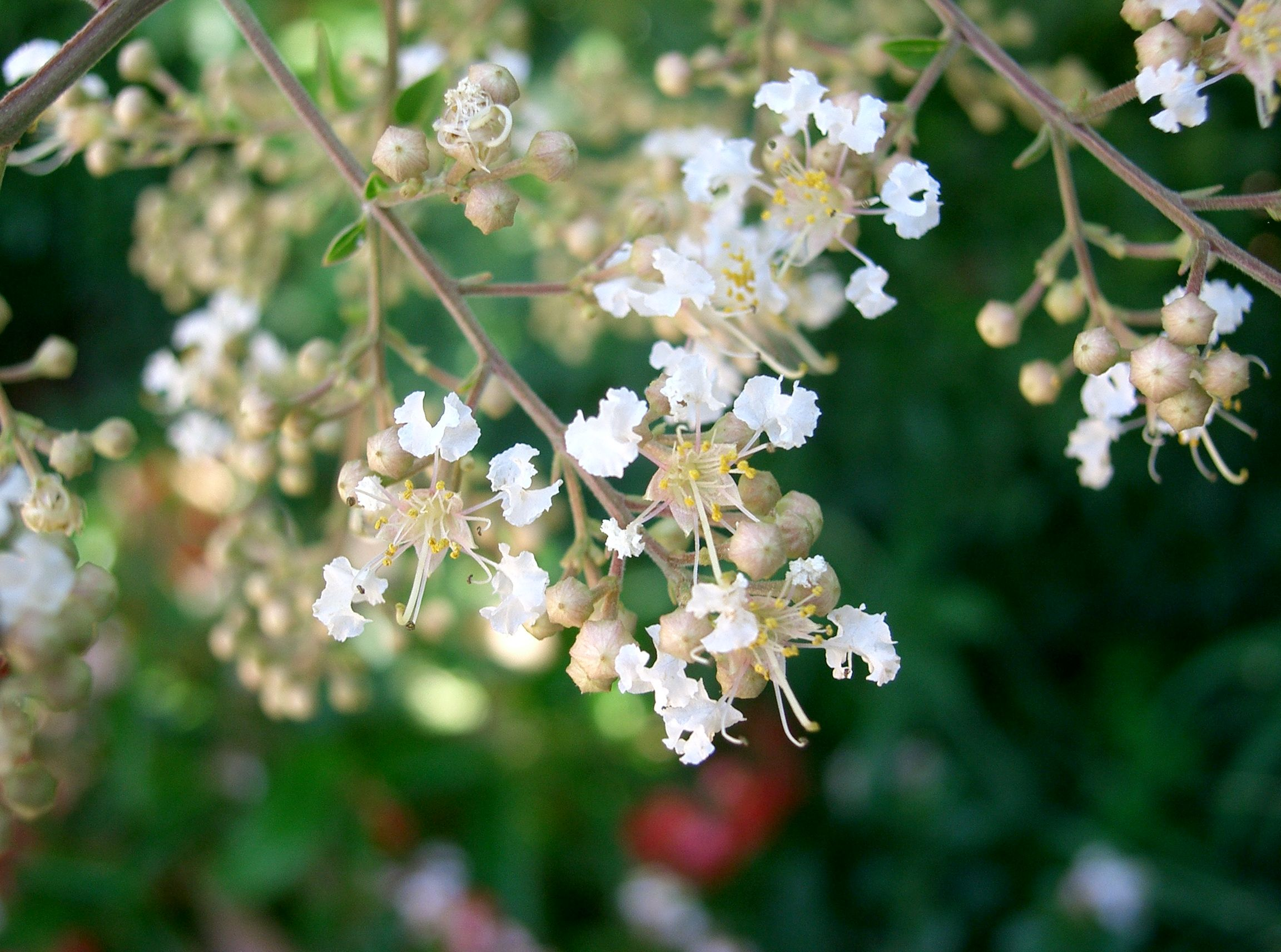
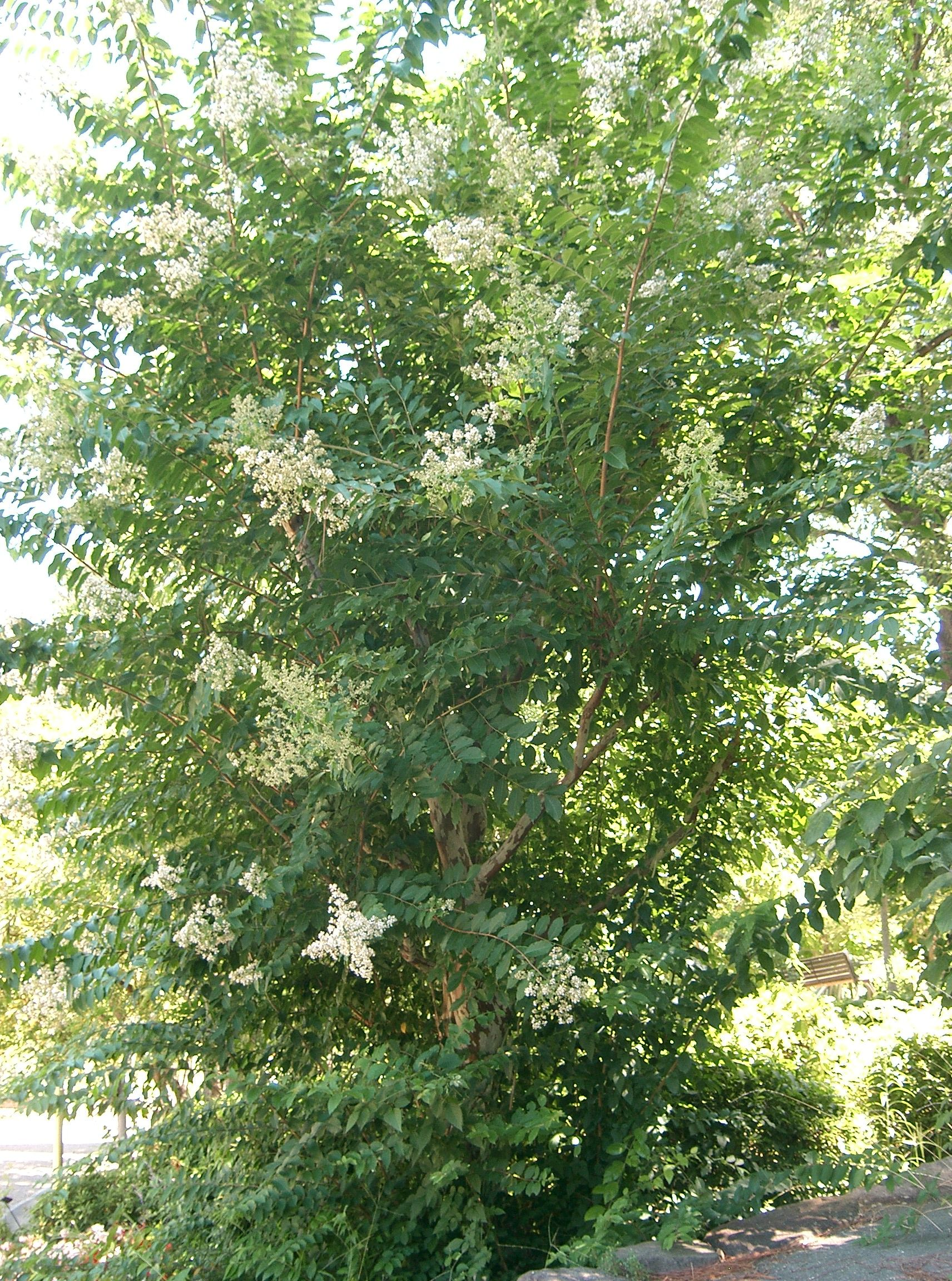